# Compsobuthus matthiesseni
Espèce
Synonymes
- Buthus acutecarinatus matthiesseni Birula, 1905
- Compsobuthus williamsi Lourenço, 1999
- Compsobuthus iraqensis Al-Azawii, 2018

Compsobuthus matthiesseni est une espèce de scorpions de la famille des Buthidae.

## Distribution
Cette espèce se rencontre en Iran, en Irak, en Turquie et en Syrie.

## Description
Le mâle décrit par Sissom et Fet en 1998 mesure 37,60 mm et la femelle 43,95 mm.

## Systématique et taxinomie
Cette espèce a été décrite sous le protonyme Buthus acutecarinatus matthiesseni par Birula en 1905. Elle est élevée au rang d'espèce et placée dans le genre Compsobuthus par Vachon en 1949.
Compsobuthus williamsi a été placée en synonymie par Kovařík en 2018.
Compsobuthus iraqensis a été placée en synonymie par Kachel, Al-Khazali, Hussen et Yağmur en 2021.

## Étymologie
Cette espèce est nommée en l'honneur d'A. A. Matthiessen.

## Publication originale
- Birula, 1905 : « Beiträge zur Kenntniss der Scorpionenfauna Persiens (Dritter Beiträge). » Bulletin de l'Académie impériale des sciences de St.-Pétersbourg, sér. 5, vol. 23, p. 119-148 (texte intégral).